# .ng

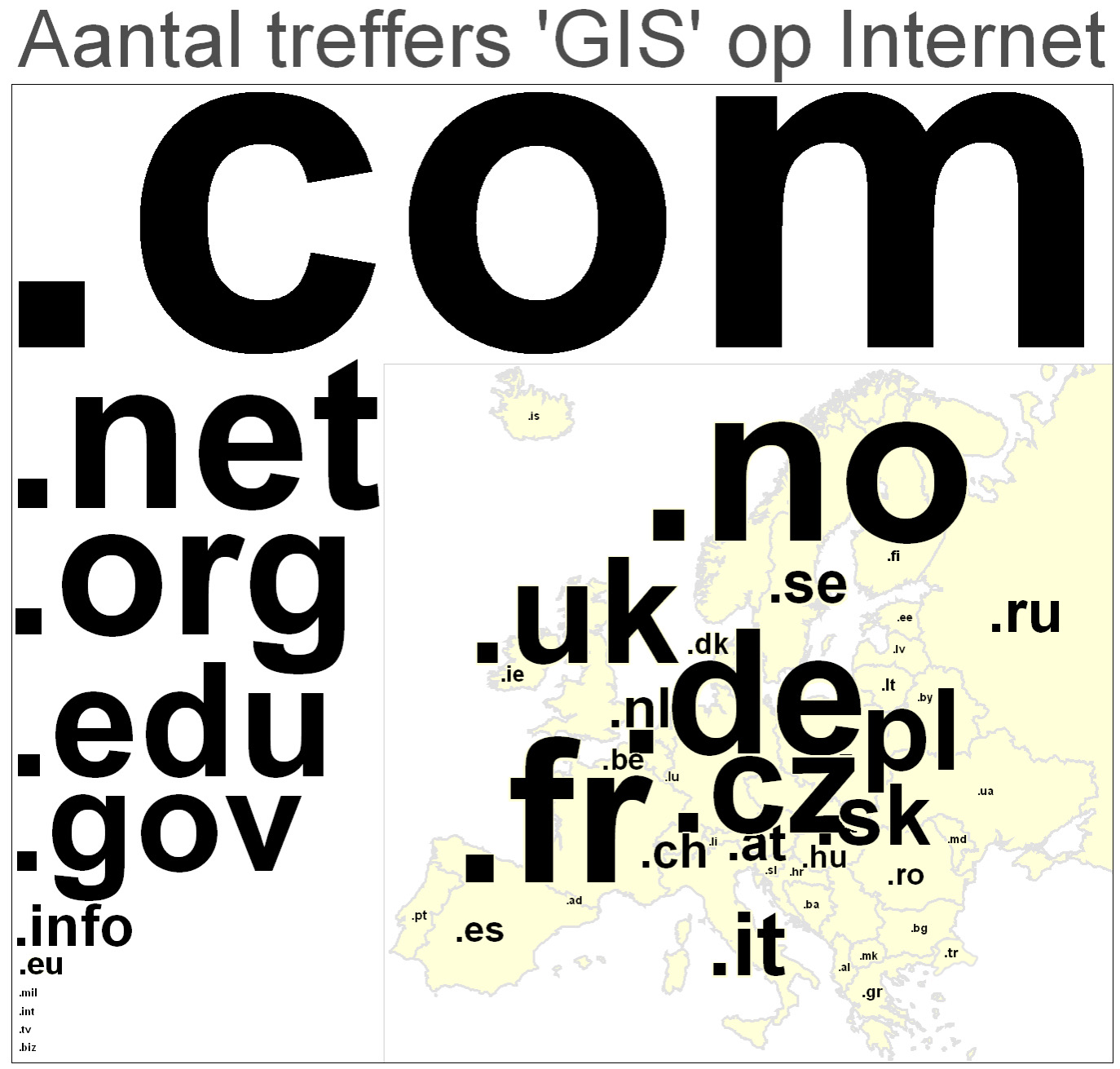

.ng는 나이지리아의 인터넷 국가 코드 최상위 도메인이다.

## 2차 도메인
- com.ng – 영리 단체 및 사업
- org.ng – 비영리 단체
- gov.ng – 정부 단체
- edu.ng – 학위 수여 학교
- net.ng – 인터넷 제공업체 인프라